# Copa de Alemania 1963
La Copa de Alemania 1963 fue la 20.ª edición del torneo de copa de fútbol anual de Alemania Federal que se jugó del 1 de junio al 14 de agosto de 1963 y que contó con la participación de 16 equipos.
El Hamburger SV venció al Borussia Dortmund en la final jugada en el Niedersachsenstadion para ganar la copa nacional por primera vez en su historia.

## Primera Ronda
| 1-6-1963          |       |                          |       |
| KSV Hessen Kassel | 2 – 2 | Wuppertaler SV           | (AET) |
| 1. FC Saarbrücken | 3 – 0 | VfL Wolfsburg            |       |
| Concordia Hamburg | 1 – 3 | SC Tasmania 1900 Berlin  |       |
| FC Bayern Hof     | 2 – 5 | Hamburger SV             |       |
| SV Werder Bremen  | 4 – 3 | VfB Lohberg              |       |
| Borussia Dortmund | 4 – 2 | Sportfreunde Saarbrücken |       |
| TSV 1860 Munich   | 3 – 2 | FC Schalke 04            |       |
| 1. FC Nürnberg    | 1 – 2 | Borussia Neunkirchen     |       |

### Replay
| 8-6-1963       |       |                   |
| Wuppertaler SV | 3 – 0 | KSV Hessen Kassel |

## Cuartos de final
| 31-7-1963         |       |                         |
| Borussia Dortmund | 3 – 1 | TSV 1860 Múnich         |
| Hamburger SV      | 1 – 0 | 1. FC Saarbrücken       |
| Wuppertaler SV    | 1 – 0 | Borussia Neunkirchen    |
| SV Werder Bremen  | 1 – 0 | SC Tasmania 1900 Berlin |

## Semifinales
| 8-8-1963          |       |                  |
| Borussia Dortmund | 2 – 0 | SV Werder Bremen |
| Wuppertaler SV    | 0 – 1 | Hamburger SV     |

## Final
| 14 de agosto de 1963 | Borussia Dortmund | 0–3     | Hamburger SV          | Niedersachsenstadion, Hanover                         |                                                       |
|                      |                   | Reporte | U. Seeler 31' 33' 84' | Asistencia: 68 000 espectadores Árbitro(s): Kreitlein | Asistencia: 68 000 espectadores Árbitro(s): Kreitlein |

| Borussia Dortmund | Hamburger SV |

| ARQ               |  | Bernhard Wessel     |
| DEF               |  | Wilhelm Burgsmüller |
| DEF               |  | Lothar Geisler      |
| MED               |  | Dieter Kurrat       |
| MED               |  | Wilhelm Sturm       |
| MED               |  | Helmut Bracht       |
| DEL               |  | Reinhold Wosab      |
| DEL               |  | Alfred Schmidt      |
| DEL               |  | Franz Brungs        |
| DEL               |  | Burghard Rylewicz   |
| DEL               |  | Gerhard Cyliax      |
| Manager:          |  |                     |
| Hermann Eppenhoff |  |                     |

| ARQ          |  | Horst Schnorr      |
| DEF          |  | Gerhard Krug       |
| DEF          |  | Jürgen Kurbjuhn    |
| MED          |  | Willi Giesemann    |
| MED          |  | Hubert Stapelfeldt |
| MED          |  | Dieter Seeler      |
| DEL          |  | Fritz Boyens       |
| DEL          |  | Peter Wulf         |
| DEL          |  | Uwe Seeler         |
| DEL          |  | Arnošt Kreuz       |
| DEL          |  | Gert Dörfel        |
| Entrenador:  |  |                    |
| Martin Wilke |  |                    |